# イアン・カニング
イアン・カニング（Iain Canning,  1979年7月23日 - ）は、イングランドの映画プロデューサーである。

## 人物
『英国王のスピーチ』（2010年）を製作したことによりアカデミー作品賞、英国アカデミー賞作品賞及び英国作品賞を獲得したことで知られる。2008年に製作パートナーのエミール・シャーマンと共にシーソー・フィルムズを設立した。

## キャリア
シーソー・フィルムズ設立以前には『HUNGER/ハンガー』と『コントロール』の製作総指揮を務めた。『ハンガー』はボビー・サンズの最後の1週間を描いたスティーヴ・マックイーンの長編映画デビュー作であり、マックイーンは第61回カンヌ国際映画祭でカメラ・ドール、第62回英国アカデミー賞でカール・フォアマン賞（第一回作品賞）を獲得した。一方『コントロール』はジョイ・ディヴィジョンの歌手のイアン・カーティスの物語であり、第60回カンヌ国際映画祭のカメラ・ドール（特別表彰）と第61回英国アカデミー賞のカール・フォアマン賞を獲得した。2008年にシーソーを設立するとカニングはトム・フーパー監督、コリン・ファース主演の『英国王のスピーチ』、ジム・ローチ監督の『オレンジと太陽』を製作した。
2011年には再びマックイーン監督と組んだ『SHAME -シェイム-』の撮影が完了し、英国ではモメンタム・ピクチャーズ、米国ではフォックス・サーチライト・ピクチャーズが配給権を獲得した。『SHAME -シェイム-』は2011年9月に第68回ヴェネツィア国際映画祭で上映され、主演のマイケル・ファスベンダーが男優賞を獲得した。
カニングとシャーマンは『英国王のスピーチ』の成功により「MediaGuardian 100 2011」に名を連ねられ、「業界のビッグリーグ入りをした」と評された。
同性愛者であることを公表している。

## フィルモグラフィ
| 年    | 日本語題 原題                                                       | クレジット | 備考 |
| ----- | ------------------------------------------------------------------- | ---------- | --- |
| 2007  | コントロール Control                                                | 製作総指揮 | |
| 2008  | HUNGER/ハンガー Hunger                                              | 製作総指揮 | |
| 2010  | オレンジと太陽 Oranges and Sunshine                                 | 製作       | |
| 2010  | 英国王のスピーチ The King's Speech                                  | 製作       | 受賞 - アカデミー作品賞 受賞 - 英国アカデミー賞作品賞 受賞 - 英国アカデミー賞英国作品賞 受賞 - 全米製作者組合賞劇場映画賞 ノミネート - ヨーロッパ映画賞作品賞 |
| 2011  | SHAME -シェイム- Shame                                              | 製作       | ノミネート - 英国アカデミー賞英国作品賞 ノミネート - ヨーロッパ映画賞作品賞                                                                                   |
| 2013  | 奇跡の2000マイル Tracks                                             | 製作       | |
| 2015  | Mr.ホームズ 名探偵最後の事件 Mr. Holmes                             | 製作       | |
| 2015  | スロウ・ウエスト Slow West                                          | 製作       | |
| 2015  | マクベス Macbeth                                                    | 製作       | |
| 2015  | ディーン、君がいた瞬間 Life                                         | 製作       | |
| 2016  | LION/ライオン 〜25年目のただいま〜 Lion                             | 製作       | ノミネート - アカデミー作品賞 ノミネート - 放送映画批評家協会賞作品賞 ノミネート - ゴールデングローブ賞 映画作品賞 (ドラマ部門)                               |
| 2017  | パーティで女の子に話しかけるには How to Talk to Girls at Parties    | 製作       | |
| 2018  | マグダラのマリア Mary Magdalene                                     | 製作       | |
| 2018  | 妻たちの落とし前 Widows                                             | 製作       | |
| 2020  | アンモナイトの目覚め Ammonite                                       | 製作       | |
| 2021  | パワー・オブ・ザ・ドッグ The Power of the Dog                       | 製作       | |
| 2021  | オペレーション・ミンスミート -ナチを欺いた死体- Operation Mincemeat | 製作       | ポストプロダクション |
| 2022  | The Son/息子 The Son                                                | 製作       | ポストプロダクション |
| 2022- | 窓際のスパイ Slow Horses                                            | 製作総指揮 | Apple TV+オリジナルドラマシリーズ |
| 2023  | ONE LIFE 奇跡が繋いだ6000の命 One Life                              | 製作       | |